# Coșeiu (gmina)
Coșeiu – gmina w Rumunii, w okręgu Sălaj. Obejmuje miejscowości Archid, Chilioara i Coșeiu. W 2011 roku liczyła 1198 mieszkańców.